# Tsjoeja (Katoen)
De Tsjoeja (Russisch: Чуя) is een rivier in de Russische autonome deelrepubliek Altaj en vormt de belangrijkste zijrivier van de Katoen.

## Loop
De rivier ontstaat bij het dorp Kosj-Agatsj uit de rivieren Tsjaganka en Kyzylsjin (Kosjtal) en groot aantal andere kleine riviertjes. De eerste 50 kilometer tot de instroom van de Tsjagan-Oezoen stroomt de rivier, die zich hier in een aantal zijtakken splitst, door een droog landschap (de Tsjoejasteppe), waarbij de oevers op sommige plekken moerassig zijn en zijn bedekt met overhangende struiken en duindoorn. Na de instroom van de Tsjagan-Oezoen vanuit het zuiden bereikt de rivier de bergen en stroomt ten in westelijke richting ten zuiden van de Koerajrug verder. De Tsjoeja verplaatst haar loop, wordt dieper en nauwer en gaat sneller stromen. Het verhang bedraagt hier 4,6 m/km en dit deel van de rivier wordt dan ook wel de "Bergachtige Tsjoeja" genoemd. Over dit 45 kilometer lange traject loopt een van de hoofdwegen van de Altaj, de Tsjoejatrakt, parallel ten noorden van de rivier.
Een paar kilometer voor het dorp Koeraj bereikt de rivier de Koerajsteppe en vertakt zich ook nu weer in enkele lopen. Na de stuwdam van de waterkrachtcentrale Tsjoeja te zijn gepasseerd, wordt de Tsjoeja weer een snelstromende rivier en stroomt nog steeds ten zuiden van de Koerajrug naar het westen. Iets voor het plaatsje Meny verlaat de Tsjoejatrakt de rivier, om iets verderop bij het plaatsje Tsjibit haar route langs de rest van de rivier te vervolgen. Iets eerder start de Mazjojcascade, die bij de instroom van de Mazjoj begint en een 20-kilometer lange kloof vormt die het wildste deel van de Tsjoeja omvat. De hoogte van de oevers bedraagt daar op sommige plaatsen 100 tot 150 meter. Iets voor het dorpje Inja stroomt de Tsjoeja in de Katoen.
De rivier kent een gemengde aanvoer, maar wordt vooral gevoed door sneeuw. Het hoogwaterseizoen duurt van mei tot september en de rivier is gewoonlijk bevroren van oktober, begin november tot eind april, mei.

## Overblijfselen van vroege bewoning
De vallei van de Tsjoeja wordt al sinds lange tijd bewoond. Er bevinden zich vele rotstekeningen, stelae en petroglieven. In de vallei bevindt zich ook de Kalbak-Tasj, waar zich vele tekeningen van vroege volkeren bevinden.
- Gemeinsame Normdatei: 4273209-8
- Virtual International Authority File: 235148438